# Instituto Brasileiro de Engenharia de Custos
Instituto Brasileiro de Engenharia de Custos – IBEC é uma entidade associativa especializada na área de engenharia de custos, cujo objeto é a sistematização, em âmbito brasileiro, dos pincípios e práticas concernentes ao ramo. Trata-se de entidade voltada apenas ao se objeto específico, sem qualquer finalidade política ou lucrativa. Para tanto, promove cursos, congressos, palestras, seminários e congêneres, de modo a disseminar um corpo organizado de ideias do ramo, que devem ser acolhidas pelas empresas privadas e públicas. Nesse sentido, realiza consultas à Controladoria Geral da União – CGU, bem como ao Tribunal de Contas da União – TCU, e, sempre que necessário, destes órgãos recebe também consultas, mantendo intercâmbio científico-normativo a respeito das matérias.
Criado oficialmente em 27 de maio de 1980, originou-se de fato da transformação da Seção Brasileira da AACE - American Association of Cost Engineers, existente no Brasil desde 1978, devido às necessidades das principais empresas da engenharia nacional da época, com o fim precípuo de construir um corpo de conhecimentos específicos em engenharia de custos no país.   
Em nível internacional, o IBEC é membro da entidade congênere International Cost Engineering Council – ICEC, que é a entidade mundial a congregar as diversas associações nacionais de engenharia de custos existentes nos vários países, legítimas representantes dessa disciplina em tais países. 